# Claude Lanzmann: Spectres of the Shoah
Pour plus de détails, voir Fiche technique et Distribution.
Claude Lanzmann: Spectres of the Shoah est un moyen métrage documentaire britannique écrit, réalisé et produit par le cinéaste et journaliste britannique Adam Benzine (en) et sorti en 2015. Le film traite du tournage de Shoah, l'œuvre monumentale du réalisateur français Claude Lanzmann.

## Fiche technique
- Titre original : Claude Lanzmann: Spectres of the Shoah
- Titre français : Claude Lanzmann : Porte-parole de la Shoah
- Réalisation : Adam Benzine (en)
- Scénario : Adam Benzine (en)
- Photographie : Alex Ordanis
- Montage : Tiffany Beaudin
- Musique : Joel Goodman
- Pays d'origine : États-Unis, Allemagne, Royaume-Uni
- Langue originale : anglais
- Format : couleur
- Genre : Documentaire
- Durée : 40 minutes
- Dates de sortie : 
  - Canada : 25 avril 2015 (Festival international canadien du documentaire Hot Docs)

## Distribution
- Claude Lanzmann : lui-même
- Marcel Ophüls : lui-même
- Stuart Liebmann : lui-même, auteur
- Richard Brody : lui-même, critique de film
- Abraham Bomba : lui-même (images d'archive)
- Simone de Beauvoir : elle-même (images d'archive)
- Ruth Elias (en) : elle-même (images d'archive)
- Richard Glazar : lui-même (images d'archive) (comme Richard Glazer)
- Jan Karski : lui-même (images d'archive)
- Hermann Landau : lui-même (images d'archive)
- Filip Müller : lui-même (images d'archive)
- Tadeusz Pankiewicz : lui-même (images d'archive)
- Michael Podchlebnik : lui-même (images d'archive)
- France Roche : elle-même (images d'archive)
- Jean-Paul Sartre : lui-même (images d'archive)
- Simon Srebnik : lui-même (images d'archive)
- Rudolf Vrba : lui-même (images d'archive)